# 巴黎伯爵亨利 (1908年—1999年)
奧爾良的亨利，巴黎伯爵（1908年7月5日—1999年6月19日），全名亨利·羅伯特·斐迪南·馬里·路易·菲利普（法語：Henri Robert Ferdinand Marie Louis Philippe），是奧爾良派所承認的法國國王，自1940年起被奉為法國國王亨利六世（Henry VI）直到他去世。